# Frank Whittle

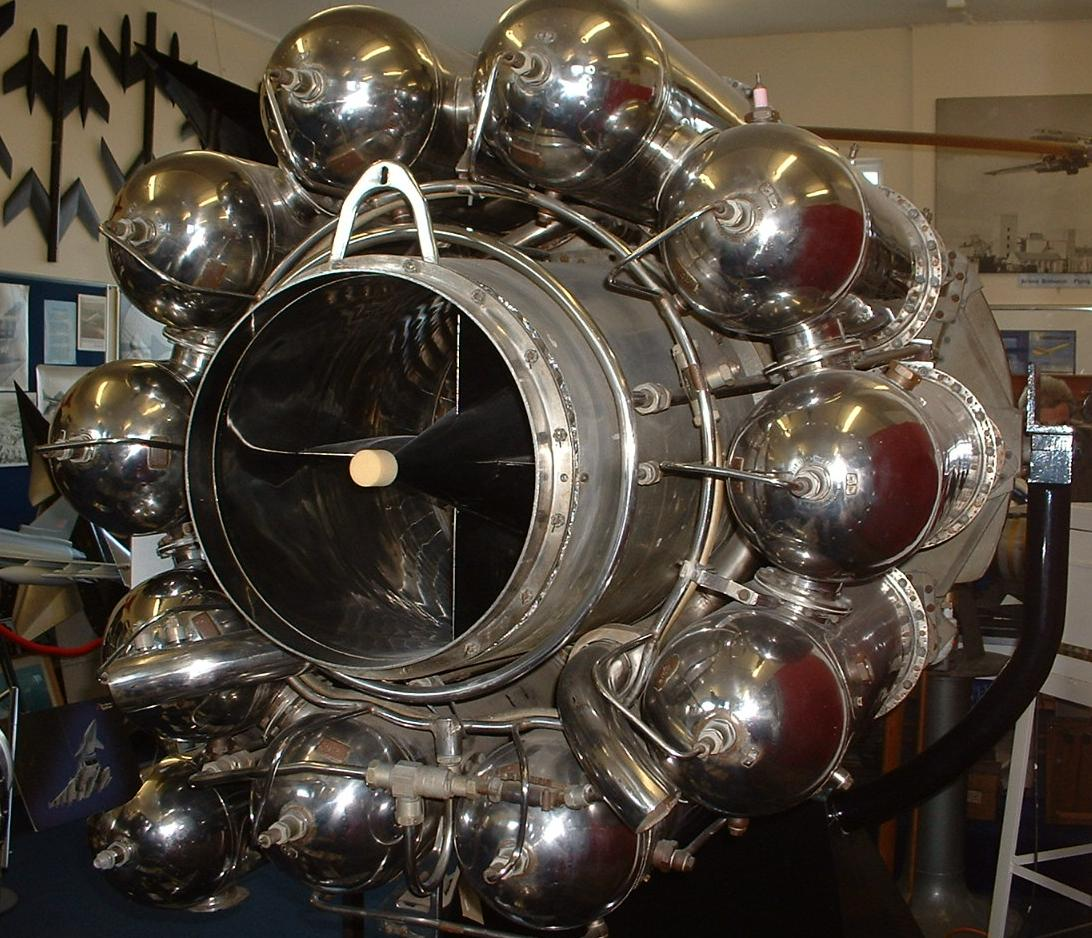
Propulsore a getto Power Jets W.2/700, ultima versione seguita nello sviluppo da Whittle

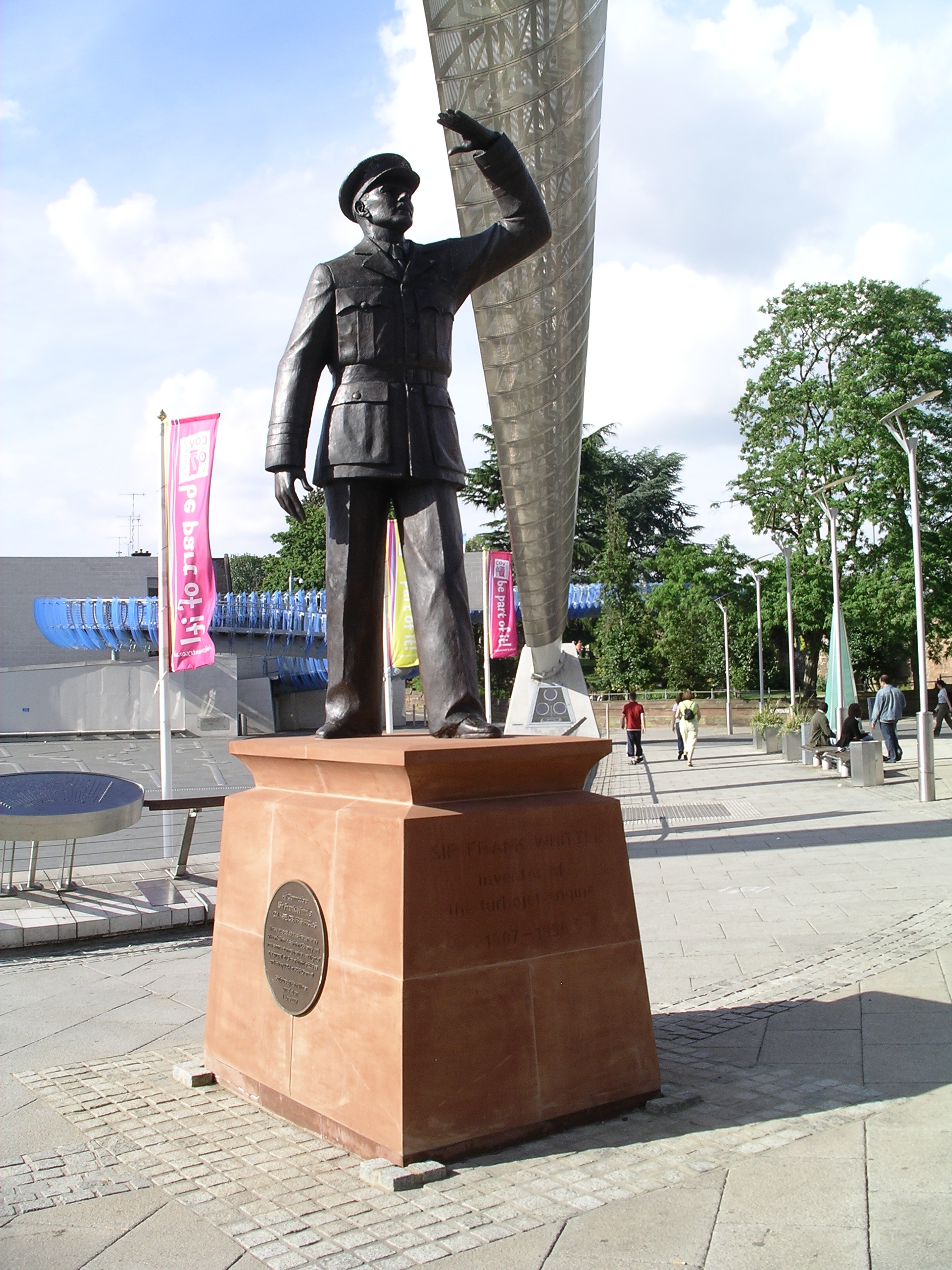
Monumento commemorativo dedicato a Sir Frank Whittle, situato a Coventry, Inghilterra

Sir Frank Whittle (Coventry, 1º giugno 1907 – Columbia, 9 agosto 1996) è stato un ingegnere e aviatore britannico, pioniere della propulsione aerea a reazione.

## Studi
Nel 1930 brevettò un sistema propulsivo basato sull'impiego di un compressore centrifugo con susseguente turbina a gas. Un sistema simile era già stato brevettato nel 1921, in Francia, da Maxime Guillaume, ma non aveva avuto applicazione pratica. 
Nel 1937 l'invenzione di Whittle portò alla costruzione del primo modello britannico di turboreattore funzionante a ciclo Brayton (il W.1). Allo scopo, Whittle fondò anche la Power Jets, in seguito nazionalizzata e fusa per incorporazione nella National Gas Turbine Establishment.
La Rolls-Royce, su progetto di Whittle, costruì un turboreattore che venne installato su uno speciale velivolo Gloster E.28/39 (che poteva volare alla velocità di 505 km/h) a bordo del quale Whittle stesso eseguì, nel 1941, i primi voli di collaudo.
Whittle, però, era stato preceduto dal progettista tedesco Hans von Ohain, che grazie all'interesse di Ernst Heinkel, già il 2 agosto 1939, con il suo He 178, inaugurava l'era del volo a reazione. Sempre nel 1941 in Germania veniva collaudato il Messerschmitt Me 262, primo esempio mondiale di caccia a reazione prodotto in serie.
Nel 1944 la RAF (l'aviazione militare inglese) disponeva di aerei da caccia del tipo Gloster Meteor dotati di turboreattori.
Nel dopoguerra Whittle diede altri importanti contributi nella progettazione di propulsori per aviogetti.
Entrato nella RAF come apprendista, era stato selezionato per frequentare il corso di pilotaggio.
Nel 1928 ottenne il brevetto di pilota e nel 1931-32 fu pilota collaudatore per conto della Fleet Air Arm della Royal Navy. Poi frequentò la scuola di ingegneria della RAF e l'Università di Cambridge.